# Spaans-Guinea
Spaans Guinea (Spaans: Territorios Españoles del Golfo de Guinea) was een kolonie van Spanje in Afrika die in 1968 onafhankelijk werd als Equatoriaal-Guinea. Ze bestond uit de eilanden Fernando Pó (nu Bioko), Annobón, Corisco, de Elobey-eilanden en Río Muni (nu Mbini) op het vasteland. De hoofdstad was Santa Isabel (nu Malabo).

## Geschiedenis
De Portugese ontdekkingsreiziger Fernão do Pó, die in 1472 een route naar India zocht, ontdekte het eiland Bioko. Hij noemde het eiland Formosa Flora (mooie bloem). In 1494 werd het eiland, naar zijn ontdekker, Fernando Pó genoemd. De eilanden Fernando Pó en Annobón werden vanaf 1474 door Portugal gekoloniseerd. In 1778 werden de eilanden Fernando Pó en Annobón, enkele kleinere eilandjes en het vasteland tussen de rivieren Niger en Ogooué, krachtens het verdrag van El Pardo afgestaan aan Spanje. Portugal kreeg in ruil gebieden in Zuid-Amerika.
Van 1827 tot 1843 vestigde Engeland een basis op Bioko om de slavenhandel te bestrijden.
Het vasteland, Rio Muni, werd in 1885 een protectoraat en in 1900 een kolonie van Spanje. Frankrijk en Spanje hadden een conflict over de grenzen van de kolonie. Het conflict werd in 1900 beëindigd door het Verdrag van Parijs. In 1926 werd het vasteland verenigd met de eilanden tot één kolonie, die in 1968 onafhankelijk werd.